# 天誅 (バンド)
天誅（てんちゅう）は主にインターネット上で活動している日本のオタポップユニット。

## 概要
自称おたくの3人から成るグループ。立命館大学のバンドサークルで結成された。
曲は主におたく文化を題材にしたものが多く、おたく文化の現状を風刺している。中にはおたくとまったく関係のない作品も多くあるが、大半は下ネタを含んでいる。また、解散（休止）と再結成を繰り返すバンドでもある。
漫画家の押切蓮介と清野とおる、テクノミュージシャンのFQTQとともにテクノユニット『怪奇ドロップ』のユニットとして参加していた。

## 経歴
1998年に滋賀県草津市で魔王源・どぶ大根を含む3人で結成。後にメンバーが三味線熊と入れ替わり、現在の天誅となった。天誅の名が知れ渡ったのは1999年に発表された「ハイエンドオタク」がインターネット上で反響を呼んだことが始まりとされる。2001年6月に2ちゃんねるを題材にした「頭狂アンダーグラウンド」を発表したが、何者かがこの曲を利用してフラッシュアニメーションを製作したところ、当時のフラッシュアニメーションブームも相まって大ブレイクし、天誅の名が広く知られるようになった。
その後2002年に解散し、2003年に再結成。2004年「ハイエンドオタク」のリメイク「ハイエンドオタク・マニアックス」を発表。
2007年5月のライブ活動後に活動を休止。同年10月、どぶ大根と三味線熊（雄平坊ちゃま名義）で黒川財閥というユニットを結成。
2008年5月、サブプライムショックによる多額の負債を理由に黒川財閥を解体し、替わりに天誅の復活を宣言。約1年の活動休止を経て再起動し、同年7月に復活ライブを行う。
2010年2月、このころまで計4枚のアルバムをリリースしており、さらには曲が着うた、カラオケなどで配信されている。
2014年10月、シングル「スーパーマーケット・ファンク」を発表。
2014年12月、シングル「RISK」を発表。
2015年1月、シングル「WelcomeToMyHompage」を発表。
2015年2月、シングル「赤いトラックボール」を発表。
2015年3月、シングル「It's ハラワタイム！」を発表。
2015年5月、シングル「ごめんね☆セキュリティ」を発表。
2015年9月、シングル「プリンセスオブオタサー」を発表。
2017年7月、シングル「８ビット少年 feat. 有野課長」を発表。
2019年1月、シングル「O.Z.S.M」を発表。

## メンバー
- 魔王源：ボーカル兼作詞担当。元漫画家で現小説家。
- どぶ大根：打ち込み兼アレンジ担当。
- 三味線熊：ボーカル兼作曲担当。絶対音感の持ち主。本人曰く「結成10年目にして音楽活動を再開した」。
- インコ：ボーカル兼作詞担当。元々天誅のメンバーとは親交があり、2014年末に正式メンバーとして加入。紅一点。

## アルバム
- 1stアルバム 天誅：1999年12月発売。廃盤。
- 2ndアルバム 小林：2000年12月発売。廃盤。
- 3rdアルバム LOVE：2001年12月発売。廃盤。
- 4thアルバム サブカルチャーの神髄：2005年8月発売。廃盤。
- 5thアルバム 寿：2015年10月発売。廃盤。